# Eurypoda batesi
Eurypoda batesi (лат.) — вид жуков-усачей из подсемейства прионин. Распространён во Вьетнаме. Кормовым растением является камфорное дерево. Длина тела жука, от кончика мандибул до вершин надкрылий, 33 мм.